# Олександр Гриців

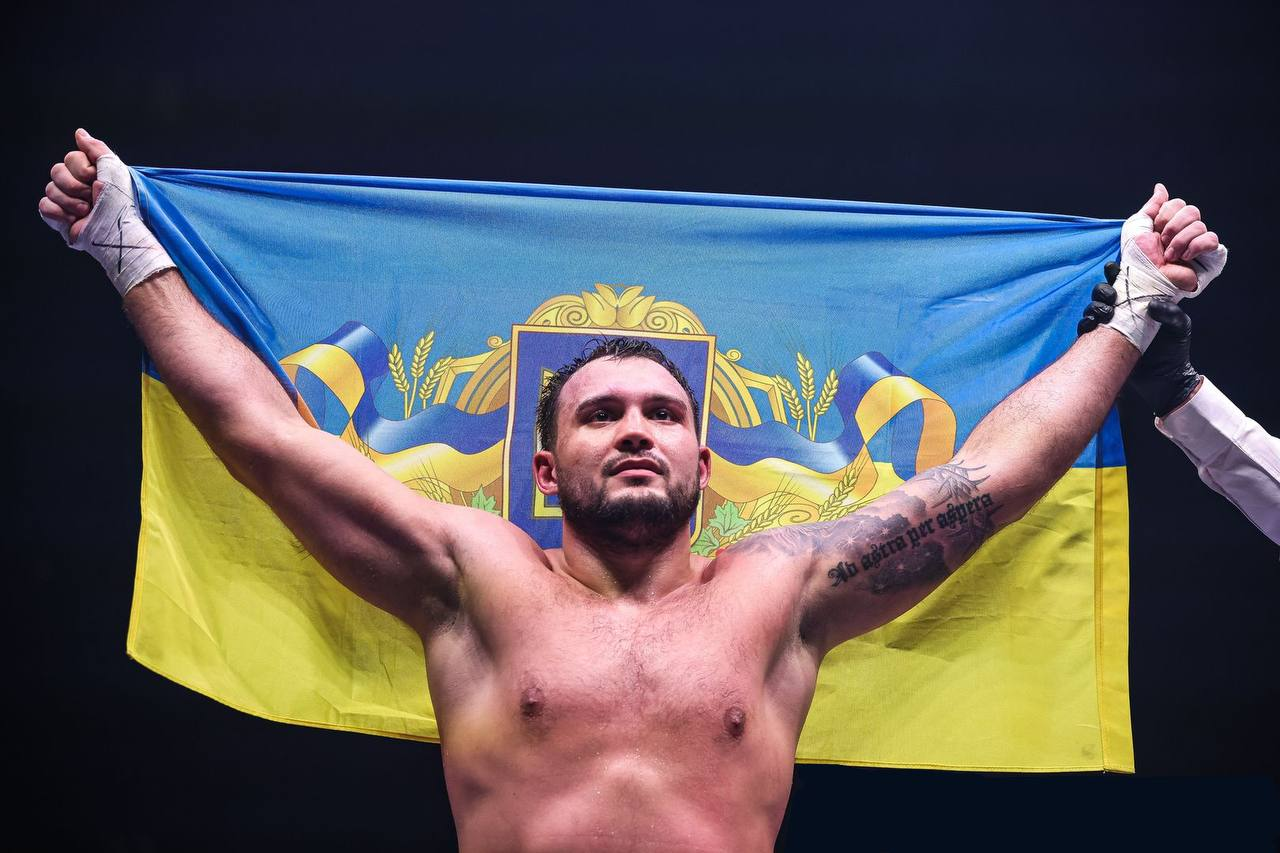

Олександр Гриців (нар. 18 березня 1999, Львів, Україна) — український професійний боксер, який виступає у надважкій ваговій категорії.
Чемпіон WBC Francophone у бріджервейті. Член національної збірної України з боксу(2020-2025). Багаторазовий переможець та призер чемпіонатів України, переможець кубку України (2023), фіналіст чемпіонату Європи (2015) серед юніорів, переможець міжнародного турніру класу «А» Acropolis Cup (2022). На професійному ринзі дебютував у 2020 році та має у своєму послужному списку 10 боїв, 10 перемог, 6 перемог нокаутом. Входить у топ-10 українських боксерів хевівейту за версією Boxrec.

## Життєпис
Олександр Гриців народився і живе у Львові. Початкову освіту здобув у середній загальноосвітній школі №96. 
Після школи вступив до Львівського державного університету фізичної культури імені Івана Боберського, де в 2020 році закінчив бакалаврат. 
Наразі продовжує навчання на магістратурі того ж закладу. Продовжує розвивати свою кар'єру на аматорському та професійному ринзі. 

## Аматорська кар'єра
На аматорському ринзі Олександр Гриців здобув численні титули на різних етапах своєї кар'єри, від юніорських турнірів до елітних чемпіонатів. Наразі він продувжує поєднувати виступи на аматорському та професійному рінзі.
2013
Чемпіон України серед школярів (Чернівці),
Чемпіон Європи серед школярів (Дублін).
2014
Чемпіон України серед юніорів (Львів).
2015
Фіналіст чемпіонату Європи серед юніорів (Львів),
Фіналіст чемпіонату України серед молоді (Харків).
2016
Чемпіон України серед молоді (Харків).
2019

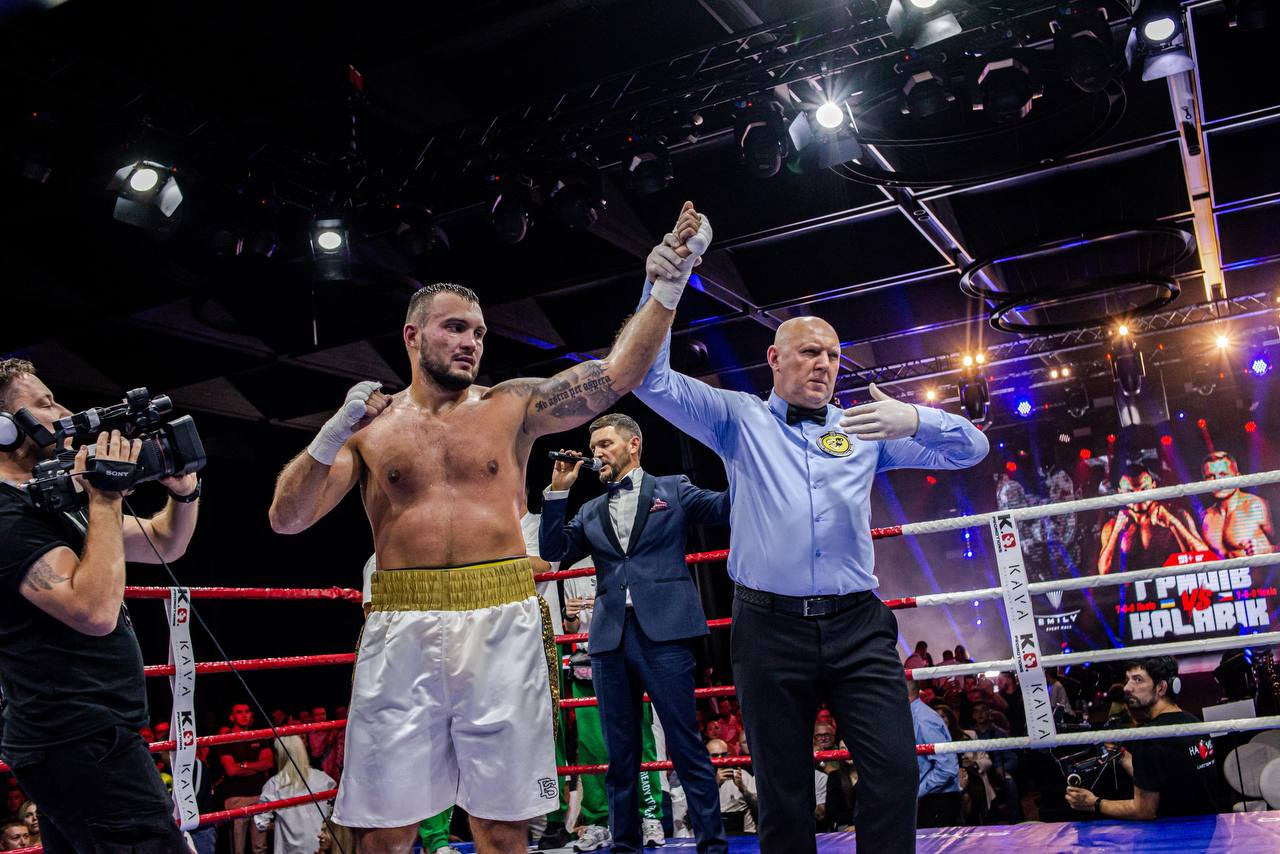
Боксер Олександр Гриців

Учасник чемпіонату України серед еліти (Маріуполь),
Фіналіст чемпіонату України серед чоловіків до 22 років (Бровари).
2021
Фіналіст чемпіонату України до 22 років (Чернівці),
Бронзовий призер чемпіонату України серед еліти (Одеса).
2022
Переможець міжнародного турніру класу «А» Acropolis Cup (Афіни),
Бронзовий призер чемпіонату України серед еліти (Яблуниця).
2023
Переможець Кубка України (Чернівці),
Фіналіст чемпіонату України серед еліти (Львів).

## Професійна кар'єра
Олександр Гриців розпочав свою професійну кар'єру у грудні 2020 року в Києві, здобувши перемогу нокаутом у другому раунді. 
14 вересня 2024 року Олександр Гриців здобув восьму перемогу на професійному ринзі, перемігши чеського боксера Адама Коларіка одноголосним рішенням суддів.

Після початку професійної кар'єри Олександр Гриців неодноразово отримував запрошення до тренувальних таборів провідних боксерів. У 2021 році він спарингував із Майрісом Брієдісом та Філіпом Хрговичем, у 2022 році працював із Кубратом Пулєвим, а з 2019 по 2022 рік був у тренувальних таборах Владислава Сіренка. 
29 березня 2025 року здобув свій перший титул - WBC Francophone champion у бріджервейті. У бою з Рад Рашидом, на той момент з рекордом 23 перемоги та 9 поразок, Олександр здобув впевнену перемогу, одноголосним рішенням суддів, домінуючи у всіх десяти раундах. 

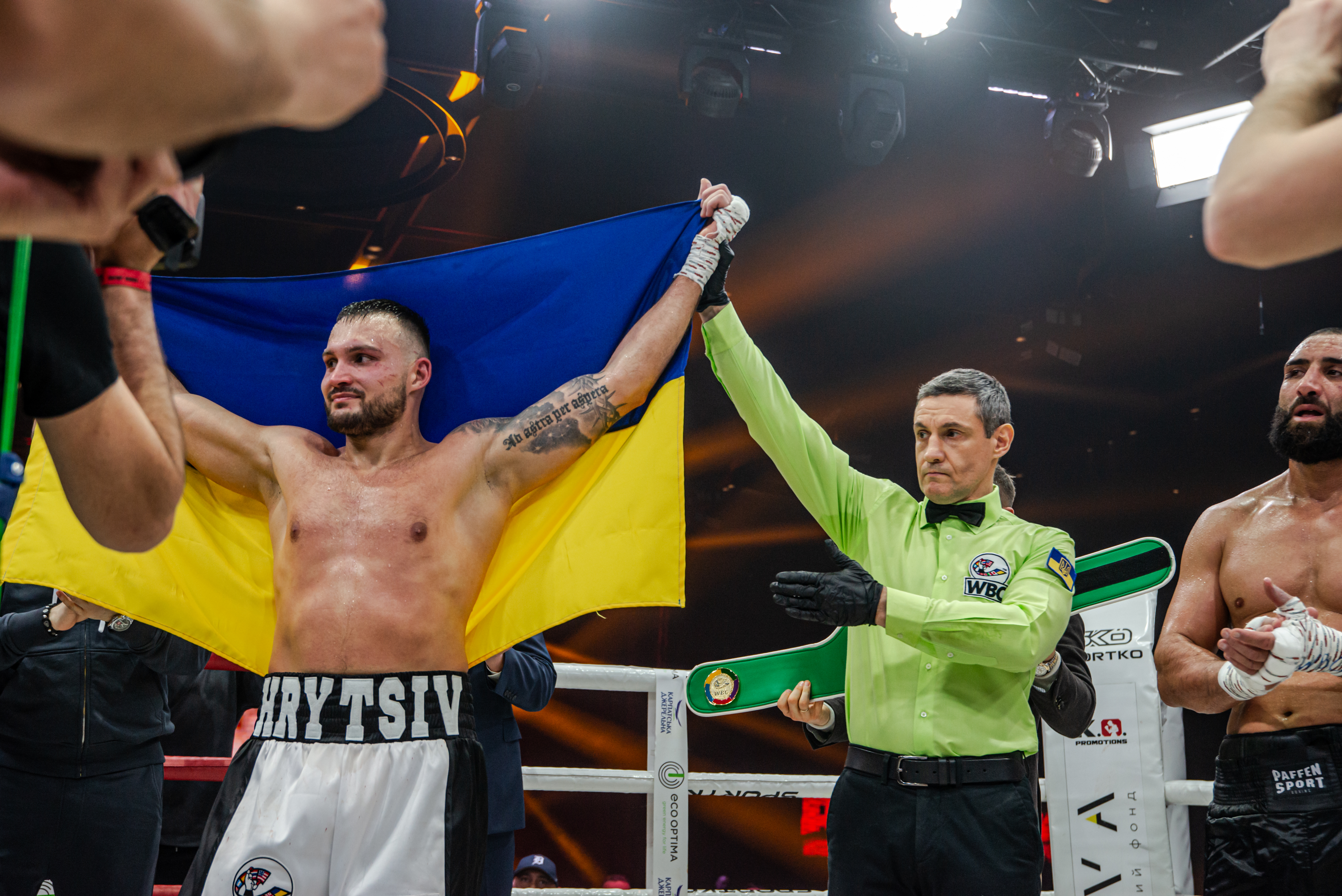

Завдяки цій перемозі, та завоюванню титулу WBC Francophone champion, Олександр увійшов у топ-10 рейтингу WBC у бріджервейті, посівши 10-те місце.